# 長陽トゥチャ族自治県

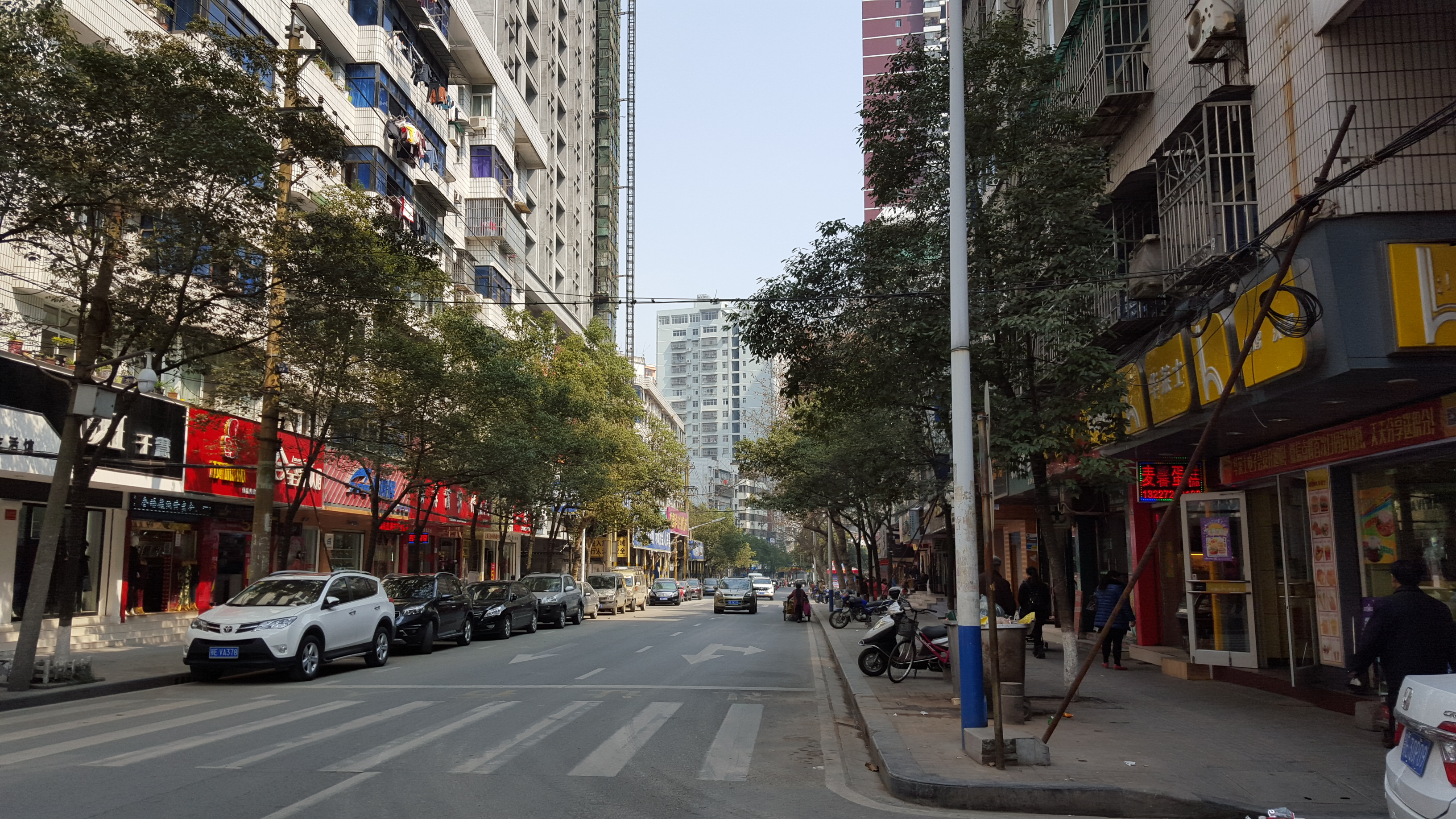
竜舟大道

長陽トゥチャ族自治県（ちょうよう-トゥチャぞく-じちけん）は中華人民共和国湖北省宜昌市に位置する自治県。

## 歴史
前211年、秦朝は黔中郡に佷山県を設置した。隋代に長楊県、唐代に長陽県と改称された。1984年7月、民族県に指定され長陽トゥチャ族自治県が成立した。

## 行政区画
- 鎮:竜舟坪鎮、高家堰鎮、磨市鎮、都鎮湾鎮、資丘鎮、漁峡口鎮、榔坪鎮、賀家坪鎮
- 郷:大堰郷、鴨子口郷、火焼坪郷